# Demon's Diary

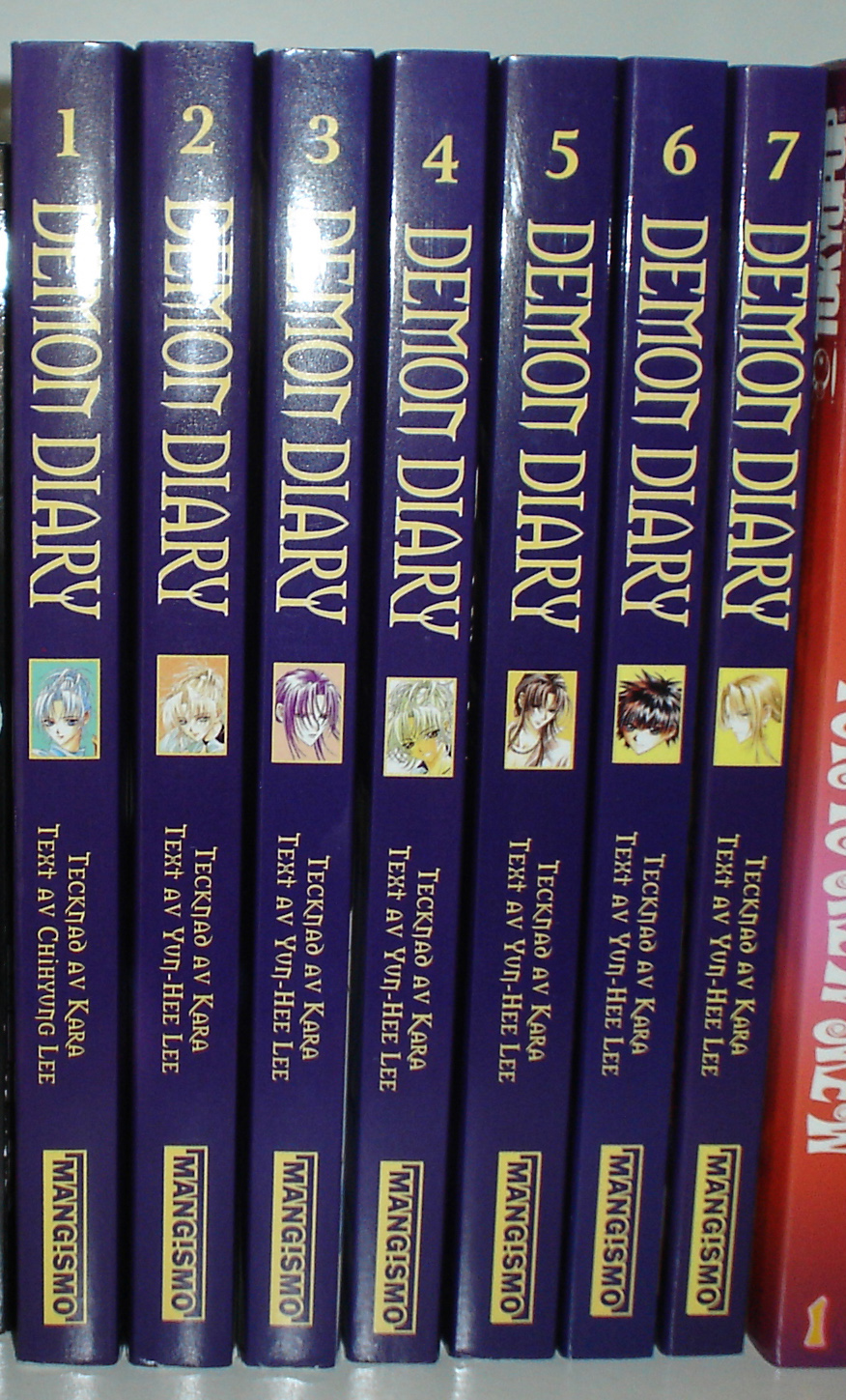
Image illustrant l’histoire d'un démon.

Demon's Diary (Mawangili) est un manhwa de type shōjo/shōnen-ai.

## Histoire
Eclipse, démon de haut rang, vient de perdre son maître révéré. Il parcourt la lande des humains à la recherche de la réincarnation de celui-ci, et la trouve en la personne de Raenef, un jeune mendiant qu'il emmène avec lui pour en faire un démon digne de ce nom. Hélas pour lui, Raenef est d'une naïveté et d'une innocence déconcertante, et ses leçons restent sans grands effets. Personne ne pense qu'il va réussir à succéder aux anciens rois qui faisaient trembler de peur les humains, sauf Yclipt. Mais Raenef n'aime pas décevoir son professeur, et quand il se met en tête de lui prouver qu'il peut être vraiment démoniaque, c'est surtout des ennuis qui l'attendent.

## Édition
- Dessin : Kara (Kim Yunkyung et Jeong Eunsuk)
- Scénario : Lee Ji Hyong (1er tome), puis Lee Yun Hee

- Édition originale : 7 tomes (série complète)
- Édition française : 7 tomes parus chez Saphira